# Unitanaissus floridensis
Unitanaissus floridensis is een naaldkreeftjessoort uit de familie van de Tanaissuidae. De wetenschappelijke naam van de soort is voor het eerst geldig gepubliceerd in 2004 door Larsen & Heard.